# رید هوپ کینگ (تگزاس)
رید هوپ کینگ (به انگلیسی: Reid Hope King) یک منطقهٔ مسکونی در ایالات متحده آمریکا است که در شهرستان کمرون، تگزاس واقع شده‌است. رید هوپ کینگ ۰٫۷۷ کیلومتر مربع مساحت و ۷۸۶ نفر جمعیت دارد و ۵ متر بالاتر از سطح دریا واقع شده‌است.